# Kolding FC
Der Kolding FC war ein dänischer Fußballverein in Kolding. 
Der Verein spielte in der zweithöchsten dänischen Spielklasse, der Viasat Sport Division. Der KFC ging 2002 aus einer Fusion der beiden Fußballabteilungen des Kolding IF und des Kolding Boldklub hervor.
Am 1. Juli 2011 fusionierte der Kolding FC mit Vejle BK. Der neue Verein erhielt den Namen Vejle Boldklub Kolding (Vejle-Kolding). Nur zwei Jahre später am 30. Juni 2013 wurde der neue Verein wieder aufgelöst.

## Sportliche Erfolge
2005 gelang dem KFC als Tabellenerstem der 2. Division (dritthöchste Spielklasse) der Aufstieg in die Viasat Sport Division.

## Trainer
- Richard Møller Nielsen (2003)